# Elachiptereicus angustigena
Elachiptereicus angustigena är en tvåvingeart som beskrevs av Curtis W. Sabrosky 1951. Elachiptereicus angustigena ingår i släktet Elachiptereicus och familjen fritflugor. Inga underarter finns listade i Catalogue of Life.